# Official The Silence of the Lambs Parody
Official The Silence of the Lambs Parody ist eine US-amerikanische Porno-Parodie auf den US-amerikanischen Thriller Das Schweigen der Lämmer.

## Handlung
Kagney Linn Karter spielt die Rolle der Clarice Starling, einer FBI-Junioragentin, welche Hannibal Lecter aufsuchen soll, um nach Informationen über den Aufenthaltsort des Serienmörders Buffalo Bill zu kommen und ihm im Gegenzug einen jungen Fan liefert, solange er verspricht, sie nicht zu essen.

## Wissenswertes
Der Film war bei den AVN Awards 2012 in neun Kategorien nominiert: Best Actor (Ben English), Best Actress (Kagney Linn Karter), Best Art Direction, Best Cinematography, Best Director – Parody, Best Parody – Comedy, Best Screenplay – Parody, Best Supporting Actor (Mark Wood), Most Outrageous Sex Scene (Riley Evans, Mark Wood).